# Johann Panzer (Politiker, 1875)

Johann Panzer

Johann Panzer (* 4. April 1875 in Bayreuth; † 6. März 1950 ebenda) war ein deutscher sozialdemokratischer Politiker.

## Leben
Panzer arbeitete bis 1908 als Schreinergeselle. Zu einem nicht näher bekannten Zeitpunkt trat er der SPD bei. In den Jahren 1900 und 1901 war er Vorsitzender der Partei in Bayreuth. Seit 1903 gehörte er dem Kreisvorstand an. Zwischen 1903 und 1908 war Panzer Vorsitzender der Pressekommission in Bayreuth. Außerdem war er ab 1903 bis vermutlich 1927 Vorstandsmitglied der Landesversicherungsanstalt Oberfranken und seit 1906 Vorsitzender des Holzarbeiterverbandes in Bayreuth. Hauptberuflich war Panzer zwischen 1908 und 1918 Parteisekretär in Bayreuth. Gleichzeitig war er Berichterstatter für die „Fränkische Volksbühne“. Zwischen 1908 und 1914 war er Gemeindebevollmächtigter und seit 1914 Magistrats- beziehungsweise Stadtrat in Bayreuth. Zwischen 1914 und 1916 war Panzer Kriegsteilnehmer. Aus dem Ersten Weltkrieg kehrte er als Kriegsbeschädigter zurück. Seit 1918 bis vermutlich 1921 war er Redakteur der Fränkischen Volksbühne und seither bis 1933 erneut Parteisekretär. Panzer war zwischen 1919 und 1921 Mitglied der Weimarer Nationalversammlung. In der Zeit des Nationalsozialismus war er zeitweise inhaftiert.